# Élections générales anglaises de décembre 1701
 (juin 2017).
Les élections générales anglaises de décembre 1701 se sont déroulées en Angleterre entre novembre et décembre 1701. Ces élections sont remportées par le parti whig.